# Movimento de Proteção Constitucional

China em Junho de 1917, durante a Restauração Manchu.

O Movimento de Proteção Constitucional (em chinês: 护法 运动) foi uma série de movimentos políticos, liderados pelo revolucionário chinês Sun Yat-sen para se opor ao Governo de Beiyang entre 1917 a 1922. Neste momento, Sun estabeleceu outro governo rival de Pequim em Cantão, não reconhecido internacionalmente. O movimento é conhecido no jargão do Kuomintang como a "Terceira Revolução". A Constituição que se pretendia proteger foi a Constituição Provisória da República da China de 1912.

## Origem
Após a Revolução de Xinhai de 1911, a recém-criada República da China realizou eleições parlamentares em fevereiro de 1913 de acordo com a Constituição provisória de 1912 e, em seguida, convocou a primeira reunião da Assembleia Nacional da República da China no dia 8 de abril. O Kuomintang tinha obtido a maioria das cadeiras e assim Song Jiaoren foi nomeado para o gabinete. Este foi assassinado pelo Presidente Yuan Shikai, logo depois, o que levou o Kuomintang a desencadear a Segunda Revolução, que fracassou. Yuan Shikai suprimiu a revolta, forçando os líderes do Kuomintang, incluindo a Sun Yat-sen, a fugir para o Japão.
Yuan Shikai dissolveu o parlamento e suspendeu a Constituição provisória, tratando mais tarde em tornar-se imperador, sem sucesso. Em dezembro de 1915, Cai E, e outros lançaram a Guerra de Proteção Nacional contra Yuan Shikai, conseguindo por fim a tentativa de restauração monárquica de Yuan. Ele foi forçado a abdicar e morreu logo após em 6 de junho de 1916.
Após a morte de Yuan Shikai, Li Yuanhong, antigo vice-presidente, o sucedeu como presidente. Duan Qirui voltou a liderar o governo e o parlamento foi convocado. No entanto, Li e Duan tiveram logo após uma grande discordância sobre se a China deveria ou não entrar na Primeira Guerra Mundial e declar guerra à Alemanha. Duan insistia em entrar na guerra, enquanto Li e o parlamento tinham reservas a respeito. Li Yuanhong destituiu Duan do cargo e solicitou apoio militar. O General monarquista Zhang Xun aproveitou a oportunidade e entrou em Pequim com suas forças. Em seguida, dissolveu o Parlamento e tentou restaurar Pu Yi, último imperador da dinastia Qing em 1 de Julho, no que é conhecido como a Restauração Manchu. A restauração foi esmagada por Duan Qirui cinco dias depois e, Li renunciou a presidência sendo sucedido por Feng Guozhang. Duan voltou a formar um novo governo e organizou um novo Senado, juntamente com Liang Qichao, porém sem convocar os antigos deputados. Duan pensava substitui-lo provisoriamente por um Conselho Nacional Provisório (que existiu depois da revolução de 1911) que mais tarde, deu lugar a um novo parlamento controlado pelos seus partidários.

## Primeiro movimento de Proteção da Constituição

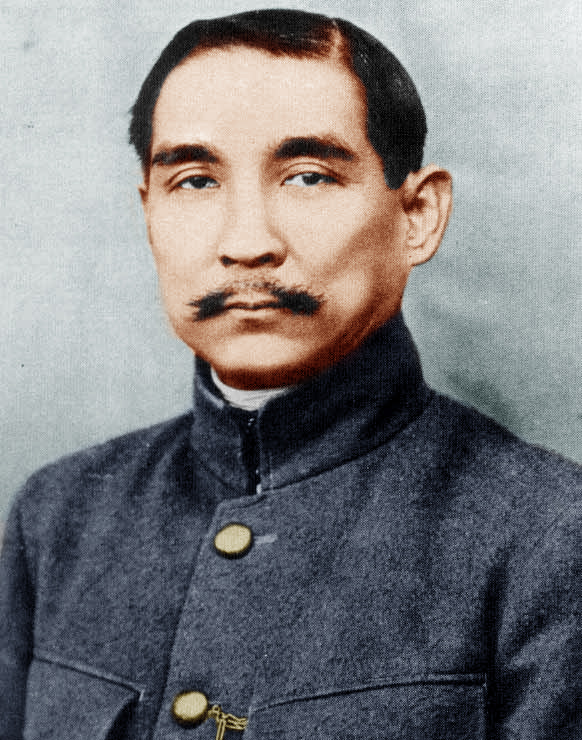
Sun Yatsen, principal dirigente do Movimento, se instalou em Guangzhou para tratar de restabelecer o governo parlamentar e a constituição provisória, suspendida em Pequim. Dependente de apoios militares externos ao Movimento, sua sorte no Sul estava mudando.

### A criação do movimento
Em julho de 1917, Sun Yat-sen, chegou a Guangzhou de Xangai e convocou pelo telégrafo os membros originais do Parlamento em Pequim para que se transferissem a Guangzhou e constituissem um novo governo. O Ministro da Marinha Cheng Biguang liderou nove navios para apoiar Sun Yat-sen em Guangzhou e chegou em 22 de julho. Os antigos parlamentares opusseram-se aos planos dos senhores da guerra do norte para substituí-los.
Em 25 de agosto, cerca de 100 membros originais do parlamento convocaram uma conferência em Guangzhou e aprovaram uma resolução sobre o estabelecimento de um governo militar em Guangzhou para proteger a Constituição provisória. Este governo negou a legitimidade do novo governo de Pequim, de qualquer novo parlamento e qualquer presidente que pudesse escolher.
O governo militar foi formado por um generalíssimo e três marechais de campo, que deviam dirigir a administração da República da China. Os senhores da guerra das cinco províncias meridionais (Guangdong, Guangxi, Yunnan, Guizhou e Sichuan) apoiaram.
Em 1 de setembro, 91 parlamentares exerceram o seu direito de voto e 84 deles optaram por Sun Yat-sen como generalíssimo do novo governo militar. Em seguida, escolheram os chefes militares que deveriam dirigir a Guerra de Proteção Nacional: Tang Jiyao, da camarilha de Yunnan, e Lu Rongting da antiga camarilha de Guangxi, como marechais; Wu Tingfang foi nomeado Ministro das Relações Exteriores, Tang Shaoyi como Ministro das Finanças, Cheng Biguang como Ministro da Marinha e Hu Hanmin como Ministro das Comunicações. Sun Yat-sen, tomou posse em 10 de setembro e nomeou Li Liej chefe do Estado Maior, Li Fulin Comandante da Guarda, Xu Chongzhi oficial do Estado Maior e Chen Jiongming comandante do Primeiro Exército.

### Facções e forças do Movimento
Apoiaram o novo governo do sul várias facções, em instável coalizão contra o Norte:
- O antigo parlamento, embora sem quórum e reunindo-se em "sessões extraordinárias" não aceitando as mudanças em Pequim e reivindicando representar a lei e defender a Constituição.[4] O maior grupo de deputados pertencia ao antigo Kuomintang, então dividido em 3 facções, uma fiel a Sun Yat-sen.[5]
- A Marinha, com parceria de longa data com Sun.[5]
- A camarilha de Guangxi, chefiada por Lu Rongting, que se sentia ameaçada pela crescente influência de Duan Qirui em Hunan, província vizinha a seus territórios.[5]
- A camarilha do Yunnan, liderada por Tang Jiyao, com as melhores tropas da região, à altura das melhores do norte e militarmente a facção mais poderosa do movimento.[5]
- O governador de Guizhou, província atrasada e militarmente débil, que seguia as orientações das províncias vizinhas, mais poderosas.[3]

Os objetivos de Sun e do parlamento, por um lado, não coincidem com os dos senhores da guerra do sul: enquanto estes estavam interessados em garantir seus territórios e expandi-los, mesmo em troca de sacrificar o parlamento e aceitar a dominação do norte, Sun e os membros do parlamento pretendiam recuperar o controle do governo central ou formar um novo governo que derrotasse os chefes militares do norte para recuperá-lo.
Além da Marinha, da Guarda do Generalíssimo e vinte batalhões do Exército de Guangdong, Sun Yatsen não tinha excelente apoio militar no governo militar de Guangzhou e, por vezes, suas ordens não tinham efeito.

### Reorganização do Governo Militar
Sun contemplou a revolta com a esperança de se livrar da influência de Guangxi, e chegou a ordenar a Marinha a bombardear a sede da Guangxi em uma ocasião. No final de 1917, Lu Rongting, Tang Jiyao, Mo Rongxin e outros, juntamente com Tang Shaoyi convocaram uma conferência que exigia o reconhecimento da presidência de Feng Guozhang e a formação de um governo conjunto com o Norte.
Em 1918, Cheng Biguang voltou-se contra a camarilha de Guangxi e foi assassinado. O Parlamento foi controlado pela camarilha de Guangxi em abril de 1918 e reformou o governo, substituindo o Generalíssimo por um conselho de sete membros: Sun, Tang Shaoyi, Wu Tingfang e Tang Jiyao por um lado, e Lu Rongting, Cen Chunxuan e Lin Baoyi por outro. Sentindo-se marginalizado, Sun Yat-sen, renunciou ao cargo de generalíssimo e retirou-se para Xangai. O Governo Militar de Guangzhou foi deixado para Cen Chunxuan, um dos principais membros do conselho. A eleição de Wu Tingfang como governador de Guangdong foi anulada por Lu Rongting.

### Guerra de Proteção da Constituição
Após o estabelecimento do governo militar em Guangzhou, a China foi dividida em duas áreas em confronto, o norte e o sul. Com o apoio de Lu Rongting e do Exército de Guangxi, o exército de Sun conseguiu parar o ataque de Duan Qirui em novembro de 1917. Duan renunciou ao cargo de primeiro-ministro do governo de Pequim como resultado deste revés, deixando o cargo para Feng Guozhang. O norte e o sul, em seguida, entraram em um período de calma, detendo os enfrentamentos.
Pressionado pelas camarilhas, a camarilha de Zhili e a de Anhui, Feng Guozhang ordenou a Cao Kun (ambos pertencentes à primeira) atacar novamente Hunan em janeiro de 1918, conseguindo derrotar o Exército de Proteção da Constituição, em abril. No entanto, após a captura de Hunan, o comandante de Zhili, Wu Peifu, interrompeu o ataque às províncias de Guangdong e Guangxi e chegou a um acordo com o sul em julho. Xu Shichang também defendia o estabelecimento de negociações de paz com os rebeldes do sul, quando tomou posse como primeiro-ministro em Pequim, em outubro, o que pôs fim a guerra temporariamente (armistício em 16 de novembro de 1918). Em 30 de novembro de 1918, o governo do sul mostrou a sua disponibilidade para dialogar com o governo do norte, Xu passa a tentar obter o apoio dos senhores da guerra do norte que se opõem a negociações com o sul. De fevereiro a agosto de 1919, foram realizadas discussões entre o norte e o sul  em Xangai, mas as negociações estagnaram pela sabotagem de Duan.
As eleições de 1918 para eleger um novo parlamento em Pequim, no entanto, não foram reconhecidas pelos deputados do sul. Todos os membros que não frequentam a "sessão extraordinária" do parlamento do sul perderam seus assentos e foram substituídos. O presidente do Parlamento, Lin Sen, interrompeu a sessão em 24 de janeiro de 1920 quando um grupo de parlamentares boicotaram a reunião, privando-a de um quorum. Cen também retirou os salários dos deputados. Com o governo do sul nas mãos da antiga camarilha de Guangxi, o primeiro Movimento de Proteção Constituicional foi concluído.

## O segundo movimento de Proteção da Constituição

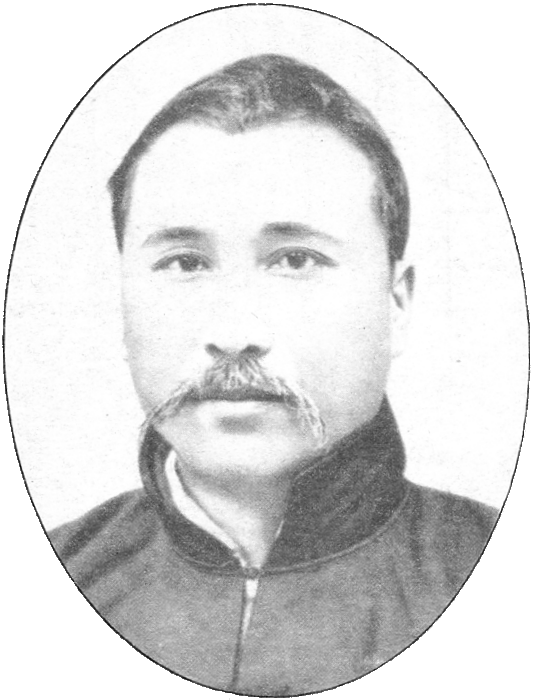
Chen Jiongming, líder federalista dentro do Movimento, facilitou o retorno de Sun Yatsen a Cantão com sua vitoriosa campanha contra os militares rebeldes, mas rebelou-se contra ele após a sua tomada de poder e sua decisão de conquistar o norte da China pela força na Expedição do Norte.

Em Xangai, Sun reorganizou o Kuomintang a fim de arrebatar a junta de Guangxi do governo do sul. O governador militar de Guangdong, Chen Jiongming recrutou para isto vinte batalhões de Fujian. Em 1920, Duan e o parlamento do norte perderam o poder nas mãos da camarilha de Zhili na Guerra Zhili-Anhui. Lu e Cen utilizaram disso como pretexto para tentar a unificação com a camarilha de Zhili. O KMT denunciou estas negociações secretas e o parlamento do sul foi movido para Yunnan em agosto e para Sichuan em finais de setembro. As tensões entre a camarilha de Yunnan e de Guangxi permitiram Chen invadir seus territórios em 11 de agosto, na chamada Guerra de Guangdong-Guangxi. Chen Jiongming expulsou a camarilha de Guangxi de Guangzhou, permitindo que Sun retornasse lá no final de novembro.
O Parlamento voltou a reunir-se em Guangzhou em janeiro de 1921. Dos quatro membros remanescentes do diretório militar, Tang Jiyao teve que permanecer em Yunnan para proteger sua província, Wu Tingfang estava enfermo e Tang Shaoyi foi perdendo o interesse no movimento. Em abril de 1921, a Assembleia Nacional dissolveu o governo militar e elegeu Sun Yat-sen "presidente da China". Mas o novo governo de Guangzhou, sem qualquer reconhecimento externo, estava no meio de uma crise de legitimidade já que foi formado sem seguir a constituição que havia se incumbido de proteger. Para Chen Jiongming, a eleição inconstitucional de Sun era uma tomada de poder ilegítima. As relações entre eles se deterioraram ainda mais quando Chen convidou inclusive anarquistas, comunistas e federalistas para se juntarem ao movimento. Chen pensava que iria aumentar a sua força, mas a Sun acreditava que diluiria a sua mensagem.

### A traição de Chen Jiongming
Imediatamente após assumir o cargo em maio, Sun ordenou o início da Expedição do Norte (4 de maio de 1922) para conseguir a unificação da China pela força. No verão de 1922, Sun Yat-sen estabeleceu o quatel-general da expedição em Shaoguan antes de iniciar a marcha para o norte. Uma vez que isto consistia em coordenar tropas de vários exércitos, iriam participar da mesma: Guangdong, Yunnan, Jiangxi e Hunan. A Expedição do Norte foi o que desencadeou o conflito entre Sun e Chen Jiongming. Este defendia a suspensão dos combates com o norte e a consolidação como província autônoma de Guangdong.
Enquanto isso, a camarilha de Zhili havia iniciado um movimento nacional para reunir os governos do norte e do sul, propondo a retirada simultânea dos dois presidentes rivais em favor de Li Yuanhong, a convocação do antigo parlamento e a restauração da Constituição de 1912. Em junho, o primeiro-ministro do norte, Xu Shichang, renunciou  e a Assembleia Nacional original se reuniu novamente em Pequim. Para Chen Jiongming, com isto, alcançava-se o propósito do Movimento, mas para Sun o novo governo era apenas uma “cortina de fumaça” para esconder o poder de Cao Kun. Em 16 de junho, o palácio presidencial de Cantão foi bombardeado por forças de Chen. Sun Yat-sen, Chiang Kai-shek, Chen Ce e suas lealdades mudaram-se para Xangai em um barco  deixando a cidade nas mãos dos rebeldes. Até então (9 de agosto de 1922), o parlamento anterior tinha se reunido novamente em Pequim e Li Yuanhong havia retomado a presidência.

## Influências

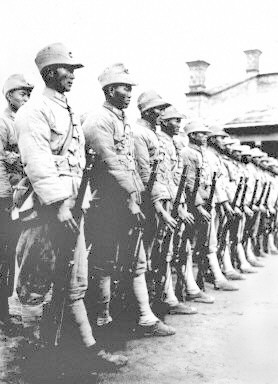
Soldados do Exército Nacional Revolucionário Chinês, nova força do novo partido (KMT), que deveria acabar com a dependência de Sun Yat-sen dos caudilhos militares do Sul.

Tendo percebido a sua excessiva dependência da força militar externa ao Movimento, Sun decidiu estabelecer sua própria milícia. Com a ajuda da União Soviética e a aliança com o Partido Comunista da China, Sun voltou a assumir o governo de Guangzhou pela terceira vez em 1923. No entanto, seu objetivo não era mais a proteção do governo provisório, mas a formação de uma forte base militar em torno da Academia Militar de Whampoa, que permitiria a criação de um Estado de partido único após a derrota dos senhores da guerra. Esta estratégia foi a base do êxito da Expedição do Norte que levou à teórica unificação da China.

Os historiadores culpam as errôneas táticas legalistas pelo fracasso do Movimento. A "sessão extraordinária da Assembleia Nacional" (Parlamento do Sul) não tinha quórum. Praticamente desde o início, o governo militar não se baseou em direito constitucional e era desprovido de reconhecimento externo. Mal conseguia manter a unidade interna entre as facções que o formavam e seu controle territorial foi escasso. Sua fundação danificou a integridade da República.